# French Open 2014 – čtyřhra legend nad 45 let
Čtyřhra legend nad 45 let na French Open 2014 byla hrána v rámci dvou tříčlenných skupin. V základní skupině se páry utkaly systémem „každý s každým“. Vítězná dvojice z každé skupiny postoupila do finále.
Titul obhajoval ekvádorsko-australský pár Andrés Gómez a Mark Woodforde, jenž se opět probojoval opět do finále. V něm nestačil na bratrskou dvojici amerických tenistů Patricka a Johna McEnroeových. Po rovnocenném rozdělení úvodních dvou sad 4–6, 7–5, rozhodl o vítězích až supertiebreak poměrem míčů [10–7].

## Pavouk
| Legenda                                                       |                                                                        |                                                   |
| - Q – kvalifikant - WC – divoká karta - LL – šťastný poražený | - Alt – náhradník - SE – zvláštní výjimka - PR/SR – žebříčková ochrana | - w/o – bez boje - r – skreč - d – diskvalifikace |

### Finále
| Finále |                              |   |   |      |
|        |                              |   |   |      |
|        |                              |   |   |      |
| C1     | Andrés Gómez Mark Woodforde  | 6 | 5 | [7]  |
| D1     | John McEnroe Patrick McEnroe | 4 | 7 | [10] |

### Skupina C
|    |                                | A Gómez M Woodforde   | M Pernfors M Wilander | M Bahrami C Pioline   | Zápasy | Sety | Hry   | Pořadí |
| C1 | Andrés Gómez Mark Woodforde    |                       | 6–2, 7–5              | 4–6, 7–6(7–3), [9–11] | 1–1    | 3–2  | 24–20 | 1.     |
| C2 | Mikael Pernfors Mats Wilander  | 2–6, 5–7              |                       | 6–2, 6–4              | 1–1    | 2–2  | 19–19 | 2.     |
| C3 | Mansour Bahrami Cédric Pioline | 6–4, 6–7(3–7), [11–9] | 2–6, 4–6              |                       | 1–1    | 2–3  | 17–23 | 3.     |

Pořadí bylo určeno na základě následujících kritérií: 1) počet vyhraných utkání; 2) počet odehraných utkání; 3) u tří párů se stejným počtem výher rozhodovalo: a) procento vyhraných setů, b) procento vyhraných her; 5) rozhodnutí řídící komise.

### Skupina D
|    |                              | J McEnroe P McEnroe | P Cash P Haarhuis | G Forget H Leconte | Zápasy | Sety | Hry   | Pořadí |
| D1 | John McEnroe Patrick McEnroe |                     | 6–4, 6–2          | 7–6(7–3), 6–3      | 2–0    | 4–0  | 25–15 | 1.     |
| D2 | Pat Cash Paul Haarhuis       | 4–6, 2–6            |                   | 6–3, 7–6(7–3)      | 1–1    | 2–2  | 19–21 | 2.     |
| D3 | Guy Forget Henri Leconte     | 6–7(3–7), 3–6       | 3–6, 6–7(3–7)     |                    | 0–2    | 0–4  | 18–26 | 3.     |

Pořadí bylo určeno na základě následujících kritérií: 1) počet vyhraných utkání; 2) počet odehraných utkání; 3) u tří párů se stejným počtem výher rozhodovalo: a) procento vyhraných setů, b) procento vyhraných her; 5) rozhodnutí řídící komise.